# The Hissing of Summer Lawns
The Hissing of Summer Lawns er Joni Mitchells ottende album fra 1975. På albummet oplever man for alvor hendes interesse for at eksperimentere med musikken i form af mere jazz og verdensmusik, end tidligere hørt på hendes udgivelser. 
Blandt de mere specielle numre kan nævnes "The Jungle Line", der musikalsk udelukkende har Mitchell selv på guitar og synthesizer samt optagelser af et percussionorkester fra Burundi. Teksten er inspireret af Henri Rousseaus malerier, som bliver sammenholdt med bl.a. det moderne liv i storbyen. "Edith and the Kingpin" er en jazzet sang, der handler om en gangsters kæreste. Titelsangen handler om forstadskvinden, der mest fungerer som sin mands trofæ. "Sweet Bird" er en akustisk sang, der viser, at Joni Mitchell ikke helt har glemt sin folkesangerfortid, og den følges op af "Shadows and Light", der modsat peger fremad, idet den i stor udstrækning bruger overdubs med hendes stemme, der kun støttes af kunstige strygere.
Skønt albummet ikke på samme måde som de fleste af de tidligere album fra Mitchell havde hitpotentiale, nåede The Hissing of Summer Lawns dog en fjerdeplads på Billboard. "In France They Kiss on Main Street" blev udsendt som single, men opnåede ikke større succes.

## Sange
Side 1:
1. "In France They Kiss on Main Street" (3:19)
2. "The Jungle Line" (4:25)
3. "Edith and the Kingpin" (3:38)
4. "Don't Interrupt the Sorrow" (4:05)
5. "Shades of Scarlett Conquering" (4:59)

Side 2:
1. "The Hissing of Summer Lawns" (3:01)
2. "The Boho Dance" (3:48)
3. "Harry's House/Centerpiece" (6:48)
4. "Sweet Bird" (4:12)
5. "Shadows and Light" (4:19)

Alle sange skrevet af Joni Mitchell, bortset fra "Harry's House/Centerpiece", der er sammensat af en del ("Harry's House") skrevet af Mitchell selv, hvori er indlagt et jazznummer ("Centerpiece") skrevet af Johnny Mandel og Jon Hendricks i 1959.

## Musikere
Ud over at synge på albummet spiller Joni Mitchell også akustisk guitar, piano, synthesizer, keyboards og ARP strygermaskine. Der er meget forskellig orkestrering på de enkelte numre, bl.a. medvirker flere af medlemmerne af hendes livebackinggruppe L.A. Express, i form af Robben Ford (elguitar, dobro), Max Bennett (el-bas) og John Guerin (trommer).
På "The Jungle Line" medvirker et percussionorkester fra Burundi, mens nogle af hendes gamle venner, James Taylor, Graham Nash og David Crosby synger kor på "In France They Kiss on Main Street". Af andre medvirkende kan nævnes Larry Carlton på elguitar på en række numre, Victor Feldman på tangentinstrumenter og slagtøj, Wilton Felder på el-bas, Chuck Findley på forskellige horn, Bud Shank på forskellige blæseinstrumenter og Joe Sample på tangentinstrumenter. 

## Cover
Joni Mitchell tegnede selv coveret, der i baggrunden viser en storby, der på den oprindelige lp fortsætter på bagsiden og efterhånden ændrer sig til et mere landsbyagtigt miljø. I forgrunden ses en række afrikanske indfødte mænd komme gående med en kæmpestor slange, som de har fanget. Den jord, de går på og som ligger foran byen, er farvet olivengrøn, mens husene og himlen i baggrunden er sølvfarvede med sorte streger, og optoget med mænd og slange er ligeledes holdt i sort og sølv.